# تهیه‌کنندگان (فیلم ۲۰۰۵)
تهیه‌کنندگان (انگلیسی: The Producers) یک فیلم کمدی موزیکال آمریکایی محصول سال ۲۰۰۵ به کارگردانی سوزان استرومن و نویسندگی مل بروکس و توماس میهان بر اساس موزیکال تهیه‌کنندگان در سال ۲۰۰۱ است که به نوبه خود بر اساس فیلمی به همین نام محصول ۱۹۶۷ از ابروکس ساخته شده‌است. در این فیلم گروهی از بازیگران به رهبری ناتان لین، متیو برودریک، اوما تورمن، ویل فرل و گری بیچ بازی می‌کنند.
این فیلم در ایالات متحده توسط یونیورسال پیکچرز در یک اکران محدود در ۱۶ دسامبر ۲۰۰۵ داشت و پس از آن در ۲۵ دسامبر اکران گسترده‌ای انجام شد. به‌طور کلی نظرات متفاوتی را از سوی منتقدان به دست آورد، اما یک شکست تجاری بود و ۳۸ میلیون دلار در سراسر جهان از یک فیلم به دست آورد. در مقابل بوجه ۴۵ میلیون دلاری.

## بازیگران
- ناتان لین
- متیو برودریک
- اوما تورمن
- ویل فرل
- راجر بارت
- جان بارومن
- جون لوویتز
- مل بروکس
- دیوید هادلستون

## بازخوردها
- در راتن تومیتوز، این فیلم بر اساس ۱۵۳ نقد، ۵۰ درصد محبوبیت دارد و میانگین امتیاز ۵٫۴ از ۱۰ را دارد. اجماع انتقادی این سایت می‌گوید: «با وجود منابع غنی، تهیه‌کننده‌ها حسی کهنه و بیهوده دارد، بیشتر برای تئاتر مناسب هستند تا نمایشگر بزرگ».
- در متاکریتیک، این فیلم بر اساس ۳۶ منتقد، میانگین وزنی ۵۲ از ۱۰۰ را به دست آورده‌است که نشان دهنده «نقدهای مختلط یا متوسط» است.
- تماشاگران در نظرسنجی سینماسکور به فیلم نمره متوسط «B+» در مقیاس A+ تا F دادند.[۳]